# 감마-글루타밀시스테인
γ-글루타밀시스테인(영어: γ-glutamylcysteine)은 글루타티온의 생합성 과정에서의 대사 중간생성물이다. γ-글루타밀시스테인 γ-글루타밀시스테인 합성효소에 의해 글루탐산과 시스테인으로부터 생성되고, 글루타티온 합성효소에 의해 글루타티온으로 전환된다.

## 같이 보기
- 시스테인
- 글루탐산
- 글루타티온